# Rajd Wysp Kanaryjskich 2011
Rezultaty Rajdu Wysp Kanaryjskich (35. Rally Islas Canarias - El Corte Inglés 2011), eliminacji Intercontinental Rally Challenge w 2011 roku, który odbył się w dniach 14-16 kwietnia. Była to druga runda IRC w tamtym roku oraz druga asfaltowa, a także druga w mistrzostwach Hiszpanii. Bazą rajdu było miasto Las Palmas de Gran Canaria. Zwycięzcami rajdu została fińska załoga Juho Hänninen i Mikko Markkula jadąca Škodą Fabią S2000. Wyprzedzili oni Czechów Jana Kopeckiego i Petra Starego w Škodzie Fabii S2000 oraz Belgów Thierry'ego Neuville'a i Nicolasa Gilsoula w Peugeocie 207 S2000.

## Klasyfikacja ostateczna
| Miejsce                                 | Zawodnik                 | Pilot                    | Samochód                 | Czas                     | Strata                   | Punkty                   |
| IRC (punktowane pozycje)                | IRC (punktowane pozycje) | IRC (punktowane pozycje) | IRC (punktowane pozycje) | IRC (punktowane pozycje) | IRC (punktowane pozycje) | IRC (punktowane pozycje) |
| --------------------------------------- | ------------------------ | ------------------------ | ------------------------ | ------------------------ | ------------------------ | ------------------------ |
| 1.                                      | Juho Hänninen            | Mikko Markkula           | Škoda Fabia S2000        | 1:40:38.1                |                          | 25                       |
| 2.                                      | Jan Kopecký              | Petr Starý               | Škoda Fabia S2000        | 1:40:39.6                | +1.5                     | 18                       |
| 3.                                      | Thierry Neuville         | Nicolas Gilsoul          | Peugeot 207 S2000        | 1:40:46.3                | +8.2                     | 15                       |
| 4.                                      | Freddy Loix              | Frédéric Miclotte        | Škoda Fabia S2000        | 1:40:54.8                | +16.7                    | 12                       |
| 5.                                      | Guy Wilks                | Phil Pugh                | Peugeot 207 S2000        | 1:41:26.4                | +48.3                    | 10                       |
| 6.                                      | Andreas Mikkelsen        | Ola Fløene               | Škoda Fabia S2000        | 1:41:33.7                | +55.6                    | 8                        |
| 7. (8.)                                 | Bryan Bouffier           | Xavier Panseri           | Škoda Fabia S2000        | 1:41:38.7                | +1:00.6                  | 6                        |
| 8. (9.)                                 | Bruno Magalhães          | Paulo Grave              | Peugeot 207 S2000        | 1:42:27.9                | +1:49.8                  | 4                        |
| 9. (11.)                                | Giandomenico Basso       | Mitia Dotta              | Proton Satria Neo S2000  | 1:43:15.9                | +2:37.8                  | 2                        |
| 10. (12.)                               | Toni Gardemeister        | Tapio Suominen           | Škoda Fabia S2000        | 1:43:16.3                | +2:38.2                  | 1                        |
| Mistrzostwa Hiszpanii (pierwsza trójka) |                          |                          |                          |                          |                          |                          |
| 1. (7.)                                 | Miguel Fuster            | Ignacio Aviño            | Porsche 911 GT3          | 1:41:37.0                |                          |                          |
| 2. (9.)                                 | Bruno Magalhães          | Paulo Grave              | Peugeot 207 S2000        | 1:42:27.9                | +50.9                    |                          |
| 3. (10.)                                | Xavier Pons              | Alex Haro                | Ford Fiesta S2000        | 1:42:48.2                | +1:11.2                  |                          |

## Zwycięzcy odcinków specjalnych
| Dzień      | Odcinek | G. rozp. | Nazwa          | Długość | Zwycięzca                    | Czas    | Lider rajdu      |
| ---------- | ------- | -------- | -------------- | ------- | ---------------------------- | ------- | ---------------- |
| 1 (15 KWI) | SS1     | 13:48    | Gran Canaria 1 | 1.50km  | Guy Wilks                    | 1:23.2  | Guy Wilks        |
| 1 (15 KWI) | SS2     | 14:11    | Santa Lucía 1  | 24.57km | Jan Kopecký                  | 14:08.4 | Jan Kopecký      |
| 1 (15 KWI) | SS3     | 15:04    | Ingenio 1      | 14.19km | Guy Wilks                    | 8:20.8  | Jan Kopecký      |
| 1 (15 KWI) | SS4     | 17:22    | Gran Canaria 2 | 1.50km  | Jan Kopecký Thierry Neuville | 1:22.9  | Jan Kopecký      |
| 1 (15 KWI) | SS5     | 17:45    | Santa Lucía 2  | 24.57km | Jan Kopecký                  | 13:59.9 | Jan Kopecký      |
| 1 (15 KWI) | SS6     | 18:38    | Ingenio 2      | 14.19km | Juho Hänninen                | 8:18.1  | Jan Kopecký      |
| 1 (15 KWI) | SS7     | 22:16    | Valleseco      | 13.22km | Jan Kopecký                  | 8:18.4  | Jan Kopecký      |
| 1 (15 KWI) | SS8     | 22:49    | Tejeda         | 23.07km | odcinek odwołany             | -       | Jan Kopecký      |
| 2 (16 KWI) | SS9     | 08:35    | San Mateo 1    | 23.42km | Juho Hänninen                | 13:53.8 | Thierry Neuville |
| 2 (16 KWI) | SS10    | 09:22    | Artenara 1     | 13.47km | Juho Hänninen                | 8:24.6  | Juho Hänninen    |
| 2 (16 KWI) | SS11    | 12:06    | San Mateo 2    | 23.42km | Juho Hänninen                | 13:49.5 | Juho Hänninen    |
| 2 (16 KWI) | SS12    | 12:53    | Artenara 2     | 13.47km | Jan Kopecký                  | 8:22.9  | Juho Hänninen    |